# Anodonta oregonensis
Anodonta oregonensis е вид мида от семейство Unionidae.

## Разпространение
Видът е разпространен в Канада (Британска Колумбия) и САЩ (Вашингтон, Калифорния, Невада, Орегон и Юта).